# Novossélitsi
Novossélitsi (en rus: Новоселицы) és un poble de l'óblast de Nóvgorod, a Rússia, segons el cens del 2010 tenia 1.623 habitants.